# Pediluvio
Se llama pediluvio al baño de pies durante un tiempo determinado en agua natural o cargada con algunos medicamentos. 
Supuestamente los pediluvios obran como revulsivos y son particularmente beneficiosos para combatir las congestiones cerebrales, las laringitis, bronquitis, cefalgias, etc. Suele emplearse con el agua a una temperatura de entre 30 a 35 °C, aumentando gradualmente el calor y adicionándola con ceniza, vinagre, mostaza, etc. La inmersión no debe exceder de 8 o 10 minutos y hay que cuidar enseguida de mantener los pies bien calientes para evitar una posible reacción. 

## Tipos de pediluvios
- Pediluvio de limpieza: El que se usa para purgar los pies de los cuerpos extraños que puedan tener.
- Pediluvio derivativo: El empleado para desviar la plétora de las partes superiores del cuerpo.
- Pediluvio emoliente: El que se emplea para calmar algún dolor.
- Pediluvio excitante: El que se toma en agua que contiene en disolución substancias irritantes.
- Pediluvio fortificante: El que se prepara con Cocimientos aromáticos.
- Pediluvio para la sangría de los pies: El que se da con objeto de que el aflujo de sangre ponga de manifiesto las venas.